# Eucelatoria digitata
Eucelatoria digitata är en tvåvingeart som beskrevs av Curtis W. Sabrosky 1981. Eucelatoria digitata ingår i släktet Eucelatoria och familjen parasitflugor.
Artens utbredningsområde är Peru. Inga underarter finns listade i Catalogue of Life.